# Daumas
Daumas je priimek več oseb:
- Adrien-Loius Daumas, francoski general
- Emma Daumas, francoska pevka
- Mas de Daumas Gassac, francoski vinar